# Voltana Ademi
Voltana Ademi (Shkodër, 30 september 1974) is een Albanese politica van de Democratische Partij van Albanië. Van 2015 tot 2022 was Ademi de burgemeester van Shkodër.

## Loopbaan
Ademi was na het behalen van haar  studies aan de universiteit van Tirana werkzaam als docent aan de universiteit van Shkodër. 
Haar politieke carrière begon in 1996 als lid van de Democratische Partij van Albanië. Van 2003 tot 2008 leidde ze het Forum van de Women's Democratic League in Shkodër. Van 2005 tot 2009 was ze lid van de Nationale Raad. In 2006 werd ze verkozen tot lid van de gemeenteraad van Shkodër en leidde ze de groep raadsleden van de rechtse coalitie. 
Van 2007 tot 2010 trad ze in functie als vice-burgemeester van Shkodër. Van 2011 tot 2013 was Ademi de Prefect van de provincie Shkodër.
In april 2015 nam ze deel aan de lokale verkiezingen van Shkodër, die ze won. Ze volgde Lorenc Luka op als burgemeester. In 2022 werd ze opgevolgd door Bardh Spahia.